# 2016 aux Fidji
Cet article présente les faits marquants de l'année 2016 aux Fidji.

## Évènements

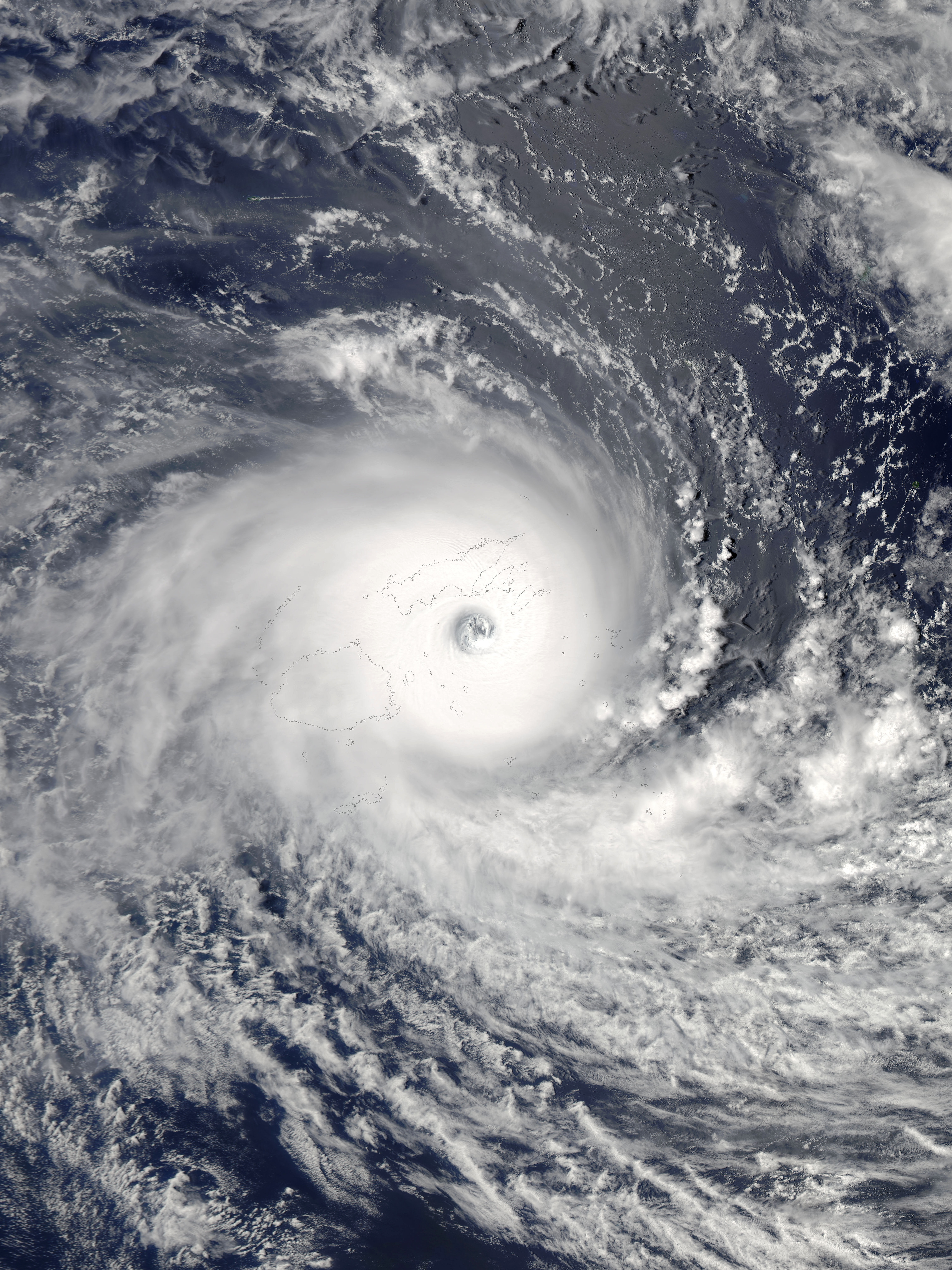
Position du cyclone Winston le 20 février 2016. C'est le plus puissant cyclone à avoir jamais frappé les îles Fidji (de mémoire humaine).

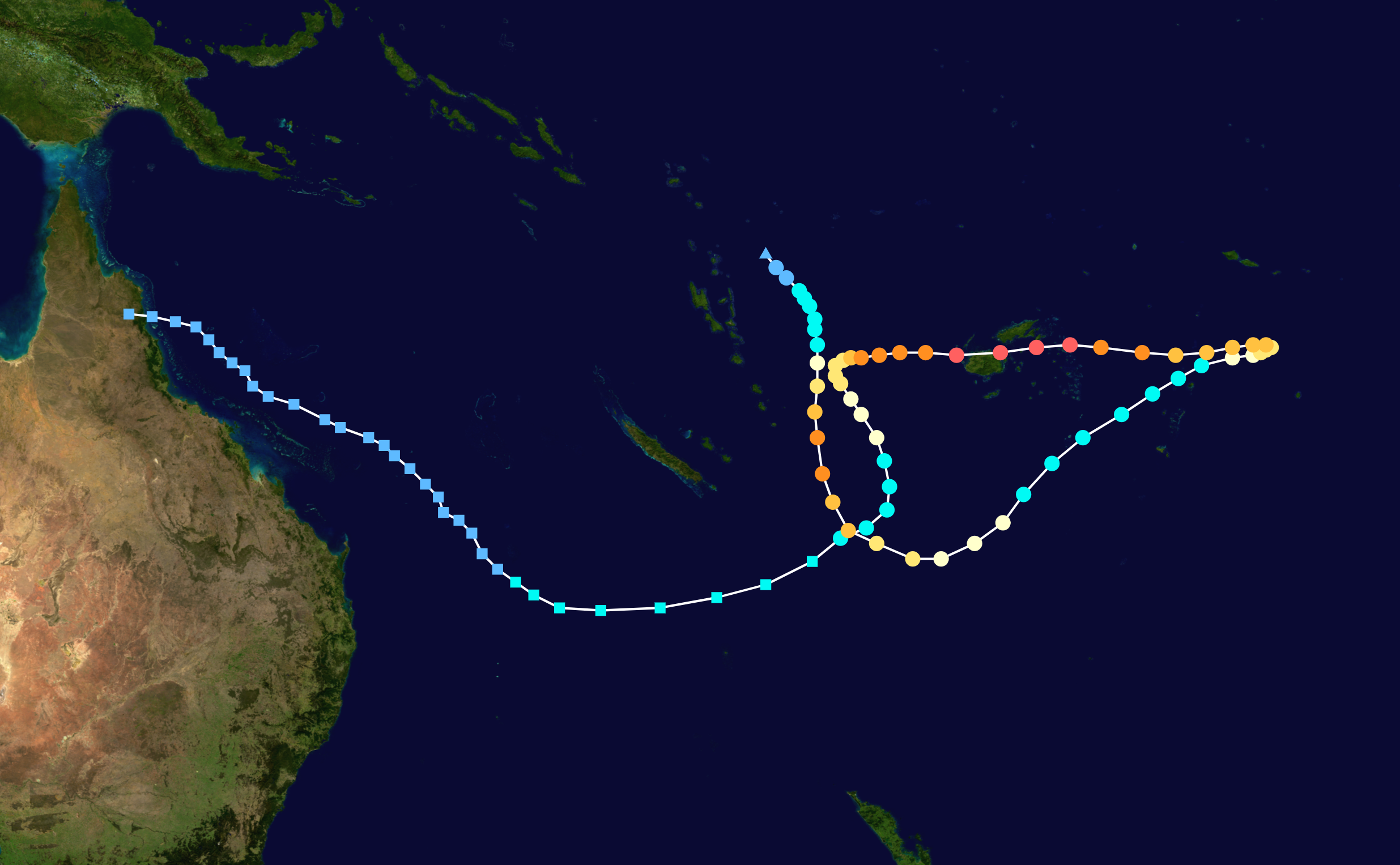
Le chemin parcouru par le cyclone Winston en février. Les quatre points rouges (intensité maximale) correspondent à son passage aux Fidji.

- 21 février : Le cyclone Winston (en) atteint l'île de Viti Levu, principale île des Fidji, avec des vents de plus de 320 km/h et des vagues montant jusqu'à douze mètres. C'est le plus puissant cyclone de l'histoire moderne du pays. Le gouvernement a mis en place un couvre-feu et prévu des centres d'évacuation[1]. Le cyclone fait quarante-deux morts, provoque des inondations, détruit de nombreux bâtiments et prive de nombreuses personnes d'eau et d'électricité[2],[3],[4]. Des dizaines de milliers de personnes ont perdu leur foyer, et sont dans des centres d'accueil, ou bien relogées par des membres de leur famille[5].
- 15 mars : Mort de Seru Rabeni (né le 27 décembre 1978), joueur de rugby fidjien[6].
- 13 juin : Le diplomate fidjien Peter Thomson est élu président de l'Assemblée générale des Nations unies, pour un mandat débutant en septembre[7].
- 24 juin : Le parti Sodelpa (droite) choisit Sitiveni Rabuka, auteur de deux coups d'État militaires en 1987, pour succéder à Ro Teimumu Kepa comme chef du parti. Teimumu Kepa exprime son désaccord avec ce choix, et plusieurs cadres du parti démissionnent pour protester contre Rabuka[8].
- 18 août : Après la médaille d'or remportée par l'équipe masculine de rugby à sept aux Jeux olympiques d'été de 2016 à Rio de Janeiro, et l'engouement qui en résulte aux Fidji, le gouvernement fidjien renonce à changer le drapeau national[9],[10].
- 29 septembre : Mort à Suva de Ratu Joni Madraiwiwi (né en 1957), grand chef fidjien, vice-président de la République des Fidji de 2004 à 2006 et Juge en chef de Nauru depuis 2014[11].
- 19 novembre : Les Fidji sont choisies pour présider la COP23 (Convention-cadre des Nations unies sur les changements climatiques) qui se déroulera à Bonn, en Allemagne, en 2017[12].